# حلیسیه
حُلَیسیه گرایش و فرقه‌ای از قاعدین بودند. آنان بر این باور بودند که در زمان فتنه باید منفعل بود و در خانه پناه برد. حلیسیه دو فرقه شیعه و عثمانیه را گمراه و جهنمی می‌پنداشتند و دوری از جنگ را وظیفه دینی و شرکت در آن را فتنه می‌دانستند. عبدالله بن عمر و محمد بن مسلمه و سعد بن ابی وقاص از پیروان حلیسیه بودند.